# Gymnastiek op de Olympische Zomerspelen 2012 – Vloer vrouwen
De vloer voor de vrouwen bij het turnen op de Olympische Zomerspelen 2012 in Londen vond plaats op 28 juli (kwalificatie) en op 7 augustus (finale). De Amerikaanse Aly Raisman won het onderdeel voor de Roemeense Cătălina Ponor die het zilver pakte en de Russische Alja Moestafina die het brons won. 

## Format
Alle deelnemende turnsters moesten een kwalificatie-oefening turnen. De beste acht deelnemers gingen door naar de finale. Echter mochten er maximaal twee deelnemers per land in de finale komen. De scores van de kwalificatie werden bij de finale gewist, en alleen de scores die in de finale gehaald werden, telden.

## Uitslag

### Finale
- D-Score; de moeilijkheidsgraad van de oefening
- E-Score; de uitvoeringsscore van de oefening
- Straf; Straffen die zijn gegeven door de jury
- Totaal; D-Score + E-Score - Straf geeft de totaalscore

| Rang   | Naam              | Land | D-Score | E-Score | Straf  | Totaal  |
| ------ | ----------------- | ---- | ------- | ------- | ------ | ------- |
| Goud   | Aly Raisman       | USA  | 6.500   | 9.100   |        | 15.600  |
| Zilver | Cătălina Ponor    | ROU  | 6.200   | 9.000   |        | 15.200  |
| Brons  | Alja Moestafina   | RUS  | 5.900   | 9.000   |        | 14.9001 |
| 4      | Vanessa Ferrari   | ITA  | 6.200   | 8.700   |        | 14.9001 |
| 5      | Lauren Mitchell   | AUS  | 6.400   | 8.433   |        | 14.833  |
| 6      | Ksenia Afanasyeva | RUS  | 6.100   | 8.666   | -0.200 | 14.566  |
| 7      | Jordyn Wieber     | USA  | 6.100   | 8.500   | -0.100 | 14.500  |
| 8      | Sandra Izbașa     | ROU  | 5.600   | 8.033   | -0.300 | 13.333  |

1 Bij een gelijke score wint degene met de hoogste E-Score.